# Luca Ariatti
Luca Ariatti (Reggio Emilia, 27 december 1978) is een voormaligItaliaans voetballer. Op 14 juli 2009 maakte Serie A club Chievo Verona bekend dat Luca Ariatti overgenomen is van Lecce, dat gedegradeerd was naar de Serie B. Vanaf het seizoen 2009-2010 speelt hij in de selectie van Chievo Verona. In 2010 trok hij naar Pescara Calcio. Daarvoor speelde hij onder andere bij Atalanta Bergamo, ACF Fiorentina en US Lecce.

## Erelijst
- Kampioen Serie B 2003-2004 ACF Fiorentina
- Kampioen Serie B 2005-2006 Atalanta Bergamo
- Kampioen Serie B 2007-2008 US Lecce

## Wedstrijden
| Seizoen   | Club               | Land   | Competitie      | Wedstrijden | Doelpunten |
| --------- | ------------------ | ------ | --------------- | ----------- | ---------- |
| 1995-1998 | AC Reggiana 1919   | Italië | Serie C1        | 3           | 0          |
| 1998-1999 | Ascoli Calcio 1898 | Italië | Serie C1        | 28          | 0          |
| 1999-2003 | AC Reggiana 1919   | Italië | Serie C1        | 79          | 4          |
| 2003-2005 | ACF Fiorentina     | Italië | Serie B/Serie A | 78          | 2          |
| 2005-2007 | Atalanta Bergamo   | Italië | Serie B/Serie A | 76          | 3          |
| 2007-2009 | US Lecce           | Italië | Serie B/Serie A | 70          | 2          |
| 2009-2010 | Chievo Verona      | Italië | Serie A         | 31          | 0          |
| 2010-2011 | Pescara Calcio     | Italië | Serie B         | 2           | 0          |
| Totaal    |                    |        |                 | 367         | 11         |